# Joë Hamman
Joë Hamman (26 de octubre de 1883 – 30 de junio de 1974) fue un actor, director, dibujante e ilustrador de nacionalidad francesa. Es considerado uno de los creadores, en los inicios del siglo XX, del «western francés», junto a su amigo el director Jean Durand.

## Biografía
Nació en París, Francia, en el seno de una familia burguesa, siendo su padre un experto en pintura, y su madre dama de compañía de Eugenia de Montijo. Su abuelo era el pintor belga Édouard Hamman (1819-1888), experto en cuadros históricos. Su abuela, Louise-Jenny Audiat, también había sido dama de compañía de Eugenia de Montijo. 
En su infancia pudo conocer a varios escritores (Alexandre Dumas (hijo), Guy de Maupassant, Georges Feydeau) que eran amigos de sus padres. Hamman cursó estudios en París y en Londres, y más adelante en la Escuela de Bellas Artes (París).
Joë Hamman descubrió su vocación de cineasta a los doce años de edad, cuando asistió a una de las proyecciones de los Hermanos Lumière en el Salon indien du Grand Café, en París, en 1895. A los 21 años, mientras viajaba con su padre por negocios por los Estados Unidos, descubrió los Wild West Shows de Buffalo Bill, con el cual trabó amistad. De vuelta a Francia, Joë Hamman rodó westerns (como actor y como director) en la región parisina. Cow-boy en 1906 — según él el premier western — y Le Desperado en 1907 se rodaron para la firma Lux. Tras su encuentro con Folco de Baroncelli-Javon, él rodó sus filmes en La Camarga en colaboración con el veterano director Jean Durand. Hamman fue uno de los pioneros del género fuera de los Estados Unidos, y al western francés se le dio el apelativo de «western-camembert».
En 1921 creó una compañía productora, Les Films Joë Hamman, y siguió produciendo filmes hasta 1937. Tras la Segunda Guerra Mundial, su carrera cinematográfica en el western había acabado, al sustituir las películas rodadas en Estados Unidos a las francesas. En esa época, y hasta 1967, interpretó pequeños papeles, principalmente en seriales cinematográficos.
Dibujante y acuarelista, Joë Hamman ilustró, entre otras, obras de Honoré de Balzac, Charles Perrault o Edgar Allan Poe, y libros como El Satiricón o Las mil y una noches.
Por otra parte, bajo el nombre de Joë Hamman publicó, en 1962, un libro autobiográfico con prólogo de Jean Cocteau, Du Far-West à Montmartre.
Joë Hamman falleció en 1974 en Dieppe (Sena Marítimo), Francia.

## Filmografía
Todos los filmes del periodo de 1907 a 1914 son cortometrajes, salvo mención contraria.

### Actor
- 1907 : Le Desperado (también director y guionista)
- 1909 : Un drame mexicain
- 1909 : Un drame au Far West, (también director y guionista)
- 1909 : L'Honneur du pêcheur
- 1909 : Les Frères de la côte
- 1909 : Les Aventures de Buffalo Bill  (también director)
- 1909 : L'Enfant du chercheur d'or, de Jean  Durand
- 1909 : Le Conscrit de 1809, de Gérard Bourgeois
- 1909 : Le Feu à la prairie, (también guionista), de Jean  Durand
- 1909 : La Fiancée du corsaire, de Gérard Bourgeois
- 1909 : Le Vautour de la Sierra, de Victorin-Hippolyte Jasset
- 1910 : Un drame sur une locomotive, (también guionista), de Jean  Durand
- 1910 : Reconnaissance d'Indien, de Jean  Durand
- 1910 : Pendaison à Jefferson City (también guionista), de Jean  Durand
- 1910 : Les Chasseurs de fourrures, de Jean  Durand
- 1910 : Les Aventures d'un cow-boy à Paris, de Jean  Durand
- 1910 : Le Pari de Lord Robert, de Jean  Durand
- 1910 : Le Gardian de Camargue, de Léonce Perret
- 1910 : Le Fer à cheval, de Jean  Durand
- 1910 : Le Diamant volé, de Jean  Durand
- 1910 : L'Attaque d'un train (también guionista),  de Jean  Durand
- 1910 : L'Amour du ranch, de Jean  Durand
- 1910 : La Main coupée (también guionista), de Jean  Durand
- 1910 : Jim Crow, de Robert Péguy
- 1910 : Dans les airs, de Jean  Durand
- 1910 : Bornéo Bill, de Jean  Durand
- 1910 : À travers la plaine, de Jean  Durand
- 1910 : Amitié de cow-boy, de Jean  Durand
- 1911 : L'Oiseau de proie (también director)
- 1911 : L'Ile d'épouvante, (también director)
- 1911 : Le Suicidé malgré lui, de Jean  Durand
- 1911 : Zigoto et l'Affaire du collier, de Jean  Durand
- 1911 : Le Mariage de Miss Maud, de Jean  Durand
- 1911 : Le Pouce (largometraje), de Gaston Roudès
- 1911 : La Prairie en feu (también guionista), de Jean  Durand
- 1911 : La Piste argentée, Jean  Durand
- 1911 : La Chevauchée infernale (también director)
- 1911 : En Camargue, de Jean  Durand
- 1911 : Cent dollars mort ou vif, de Jean  Durand
- 1911 : Calino veut être cow-boy, de Jean  Durand
- 1911 : Aux mains des bandits, de Jean  Durand
- 1912 : Zigoto plombier d'occasion, de Jean  Durand
- 1912 : Sous la griffe, de Jean  Durand
- 1912 : L'Homme et l'ourse, de Jean  Durand
- 1912 : Les Tombeaux d'or
- 1912 : Le Révolver matrimonial (también guionista), de Jean  Durand
- 1912 : Le Railway de la mort (también guionista), de Jean  Durand
- 1912 : Le Cheval vertueux, de Jean  Durand
- 1912 : La Fin d'une révolution américaine, de Louis Feuillade
- 1912 : La Fiancée du toréador, de Jean  Durand
- 1912 : Cœur Ardent (también guionista), de Jean  Durand
- 1912 : Aux mains des brigands, (también director)
- 1912 : Dans la brousse, de Louis Feuillade
- 1912 : Au pays des lions, de Louis Feuillade
- 1912 : La Conscience de Cheval-Rouge (también guionista), de Jean  Durand
- 1913 : Les Diables rouges (también director)
- 1913 : La Légende d'Œdipe (largometraje), de Gaston Roudès
- 1913 : De l'azur aux ténèbres (largometraje)
- 1913 : 210 contre 213 (también director)
- 1913 : La Ville souterraine (también director)
- 1914 : Les Lions dans la nuit, de Jean  Durand
- 1914 : La Chasse à l'homme
- 1914 : Fauves et bandits, film de Jean  Durand rodado en cuatro partes: La torpille Arvieux, Le train 13 bis, Les fauves y La poudre 108
- 1921 : Le Gardian (también director)
- 1922 : Mireille, de Ernest Servaès
- 1922 : L'Étrange Aventure  (también director)
- 1923 : Tao, serie de Gaston Ravel rodada en 10 episodios: "Le secret du bonze", "Une trame subtile", "Sous le masque", "Histoire d'un vol", "Les mésaventures de Bilboquet", "L'étau se resserre", "De Paris à Dakar", "Haines et amours", "Le mariage de raymonde" y "Dans l'ombre du temple"
- 1923 : Rouletabille chez les bohémiens, serie de Henri Fescourt rodada en 10 episodios: "Le livre des ancêtres", "L'arrestation", "L'instruction", "La poursuite", "La page déchirée", "L'enlèvement", "A server turn", "La pieuvre", "Révélation", "Le retour"
- 1923 : L'Enfant roi, serie de Jean Kemm rodada en 8 episodios: "L'éveil des géants", "L'armoire de fer", "La lettre de l'empereur", "Le drame de Varennes", "La maison des deux vieilles", "Les deux orphelins", "La conspiration des femmes", "Lazare Hoche"
- 1924 : Le Vert Galant, serie de René Leprince en 8 episodios: "Le roi sans royaume", "Le miroir magique", "Les gants empoisonnés", "L'inquisiteur et le sorcier", "Le message d'amour", "L'envoûtement", "Au secours de l'ennemi", "Le triomphe du Béarnais"
- 1924 : Les Fils du soleil, serie de René Le Somptier en 8 episodios: "Un drame à Saint-Cyr", "Le capitaine Youssouf", "Chrétienne et musulmanes", "La justice d'Abd-el-Kassem", "L'évasion", "La guerre sainte", "Sabre au clair", "Le triomphe de l'honneur",
- 1924 : Le Stigmate, serie de Louis Feuillade y Maurice Champreux en 6 episodios: "Le mort vivant", "Les deux mères", "L'évasion", "Nocturnes", "La mère prodique", "La main"
- 1926 : Sa petite, de Routier-Fabre
- 1926 : Le Capitaine Rascasse (en 4 episodios), de Henri Desfontaines
- 1926 : La Fille des pachas (también director), de Adrien Caillaud
- 1926 : Lady Harrington, serie de Fred Leroy-Granville y Grantham Hayes en 6 episodios: "L'auto grise", "Le piège", "L'engrenage", "Le vol des documents", "Révélation", "Le triomphe de Fox"
- 1926 : Le Berceau de dieu, de Fred Leroy-Granville
- 1927 : Sous le ciel d'Orient, de Fred Leroy-Granville y H.C Grantham-Hayes
- 1927 : Napoleón, de Abel Gance
- 1930 : Adieu les copains, de Léo Joannon
- 1930 : Le Roi des aulnes, de Marie-Louise Iribe
- 1931 : Der Erlkönig, de Marie-Louise Iribe y Peter-Paul Brauer
- 1931 : Les Monts en flammes (también director), de Luis Trenker
- 1931 : Je serai seule après minuit, de Jacques de Baroncelli
- 1931 : Romance à l'inconnue, de René Barberis
- 1932 : Danton, de André Roubaud
- 1933 : Mireille, de René Gaveau y Ernest Servaès
- 1935 : Le Train d'amour, de Pierre Weill
- 1935 : Le Clown Bux, de Jacques Natanson
- 1936 : Notre-Dame d'amour, de Pierre Caron
- 1937 : Tamara la complaisante, de Félix Gandera y Jean Delannoy
- 1937 : L'Occident, de Henri Fescourt
- 1938 : Bar du sud, de Henri Fescourt
- 1939 : Vous seule que j'aime, de Henri Fescourt
- 1940 : Face au destin, de Henri Fescourt
- 1955 : Napoléon, de Sacha Guitry
- 1967 : Pop game, de Francis Leroi

### Director
- 1907 : Le Desperado
- 1909 : Un drame au Far West
- 1909 : Les Aventures de Buffalo Bill
- 1911 : L'Oiseau de proie
- 1911 : L'Ile d'épouvante
- 1911 : La Chevauchée infernale
- 1912 : Aux mains des brigands
- 1913 : Les Diables rouges
- 1913 : 210 contre 213
- 1913 : La Ville souterraine
- 1921 : Le Gardian
- 1922 : L'Étrange Aventure
- 1926 : La Fille des pachas, con Adrien Caillaud
- 1930 : Un caprice de la Pompadour, con Willi Wolf
- 1931 : Les Monts en flammes, con Luis Trenker
- 1931 : Grock, con Carl Boese

### Otros
- 1927 : La Grande Épreuve, de Alexandre Ryder y A. Dugès, ayudante de dirección
- 1939 : Face au destin, de Henri Fescourt, ayudante de dirección
- 1939 : Vous seule que j'aime, de Henri Fescourt, ayudante de dirección
- 1941 : Andorra ou les hommes d'airain, de Émile Couzinet, director de producción
- 1941 : Carthacalha, la gitane, de Léon Mathot, ayudante técnico
- 1942 : Le Brigand gentilhomme, de Émile Couzinet, ayudante de dirección
- 1947 : Plume la poule, de Walter Kapps, ayudante de dirección